# سه نفر با یک کبریت
سه نفر با یک کبریت (انگلیسی: Three on a Match) فیلمِ پیشا-کد در ژانر درام جنایی به کارگردانی مروین لیروی است که در سال ۱۹۳۲ منتشر شد. بازیگران اصلی آن جون بلوندل، وارن ویلیام، آن ورشَک و بت دیویس هستند. در این فیلم بازیگران زیر نیز نقش دارند: لایل تالبوت، هامفری بوگارت، آلن جنکینس و ادوارد آرنولد.

## خلاصه‌ی داستان
سه زن که در کودکی به یک دبستان در نیویورک رفته بودند - مری (جون بلوندل)، روث (بت دیویس) و ویوین (آن ورشَک) - پس از مدتی جدایی همدیگر را در اوایل جوانی دوباره ملاقات می‌کنند. آنها هر سه با یک کبریت سیگارشان را روشن می‌کنند (بنا بر خرافات این کار برای کسانی که چنین کنند بدشگون است، به خصوص برای نفر سوم که باعث مرگش می‌شود). ویوین آخرین نفری‌ست که سیگارش را روشن می‌کند. 
مری شوگرلی‌ست که بعد از گذراندن مدتی در مدرسه‌ی اصلاحی، توانسته در زندگی‌اش ثباتی به وجود آورد؛ شغل روث تندنویسی‌ست؛ و از میان این سه ویوین از رفاه بیشتری برخوردار است: با وکیل موفقی به نام رابرت کرک‌وود (وارن ویلیام) ازدواج کرده و پسری به نام رابرت جونیور (باستر فلپس) دارد، ولی از زندگی‌اش راضی نیست. تصمیم می‌گیرد که با پسر کوچکش به اروپا سفر کند.
قبل از آنکه کشتی‌شان عازم شود، مری به همراه دو مرد سوار آن می‌شود تا در مهمانی خداحافظیِ یکی از دوستانش شرکت کند. یکی از این دو مرد که قمارباز است به نام مایکل لوفتوس (لایل تالبوت)، ویون را راضی می‌کند که با او فرار کند. دقایقی قبل از آنکه کشتی بندر را ترک کند، آن دو همراه با جونیور از آن پیاده می‌شوند.
ویوین و مایکل زندگی بی‌قیدی در پیش می‌گیرند، مری نگرانِ ندیده گرفته شدن جونیور توسط مادرش است، رابرت را خبر می‌کند و می‌گوید که کجا می‌تواند پیدایشان کند. حضور مری و روث در زندگیِ جونیور بیشتر و بیشتر می‌شود و رابرت تصمیم می‌گیرد که روث را برای نگهداری از پسرش استخدام کند، و به مری پیشنهاد ازدواج می‌دهد. آن دو در همان روزی که جدایی رابرت از ویوین نهایی می‌شود به همسری هم در می‌آیند. 
در این میان ویوین معتاد به مواد می‌شود و پولی برایش باقی نمی‌ماند. علاوه بر آن مایکل ۲۰۰۰ دلار به گنگستری به نام ایس بدهکار است و به خاطر آن تهدید شده است. مایکل که مستاصل شده، سعی می‌کند از رابرت باجگیری کند و او را تهدید به افشای گذشته‌ی مری می‌کند. رابرت تسلیم نمی‌شود، تصمیم بعدیِ مایکل ربودن جونیور است. ایس که با ردگیری بی‌سیم پلیس از ربایش جونیور خبردار شده، هارو و بقیه را به آپارتمان ویوین و مایکل می‌فرستد تا مبلغ باجگیری را بسیار بالا ببرند.
نقشه‌ی تیم ایس با شکست مواجه می‌شود، آنها تصمیم می‌گیرند جونیور را بکشند و مایکل را مامورِ اینکار می‌کنند. مایکل وحشت‌زده مخالفت می‌کند، باند او را از پای درمی‌آورد.
ویوین که گفتگوها را در اتاق کناری شنیده است، جونیور را به زیر تخت می‌فرستد، سپس با ماتیک روی لباس خوابش پیام کوتاهی می‌نویسد. باند ایس وارد اتاق ویوین می‌شوند ولی او قبل از آنکه بتوانند کاری کنند، خود را از پنجره به بیرون پرت می‌کند، که منجر به مرگ خودش و نجات جونیور می‌شود.

## بازیگران
- ویرجینیا دیویس در نقش مری کیتون (در کودکی)
- جون بلوندل در نقش مری کیتون / مری برنارد
- آن شرلی (با نام داون اُدی) در نقش ویوین ریویِر (در کودکی)
- آن ورشَک ویوین ریویِر کرک‌وود
- بتی کارس در نقش روث وست‌کات (در کودکی)
- بت دیویس در نقش روث وست‌کات
- وارن ویلیام در نقش رابرت کرک‌وود
- لایل تالبوت در نقش مایکل لافتِس
- هامفری بوگارت در نقش هارو
- آلن جنکینس در نقش دیک
- ادوارد آرنولد در نقش اِیس
- باستر فلپس در نقش رابرت جونیور
- فرَنکی دَرو در نقش بابی
- گرانت میچل در نقش آقای گیلمور (مدیر مدرسه)
- جک وب
- بلانکه فریدریچی
- کلارا بلندیک
- دیکی مور
- هاردی آلبرایت
- شیلا تری

بازیگران اصلی (در پیش‌پرده)
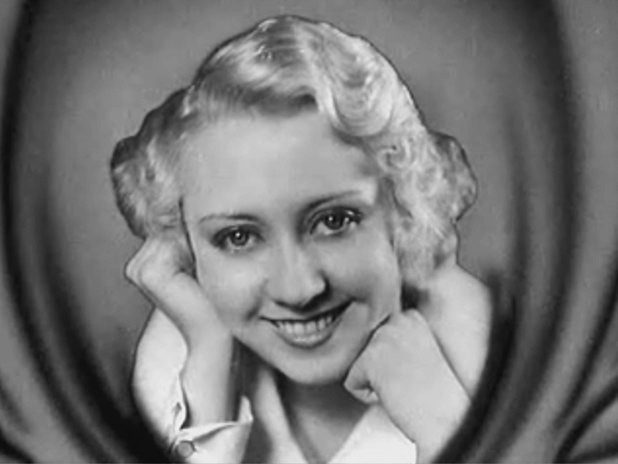
بلاندل
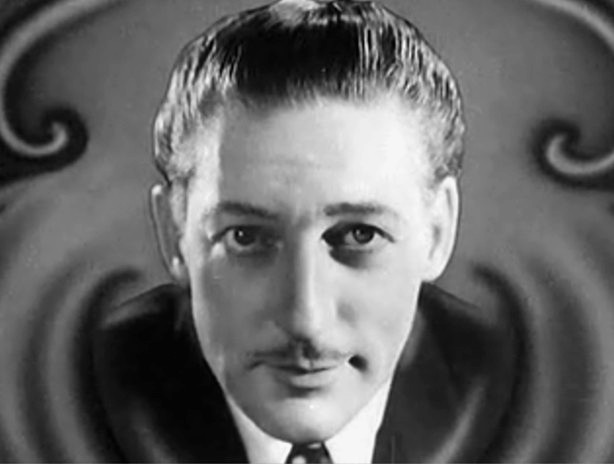
ویلیام
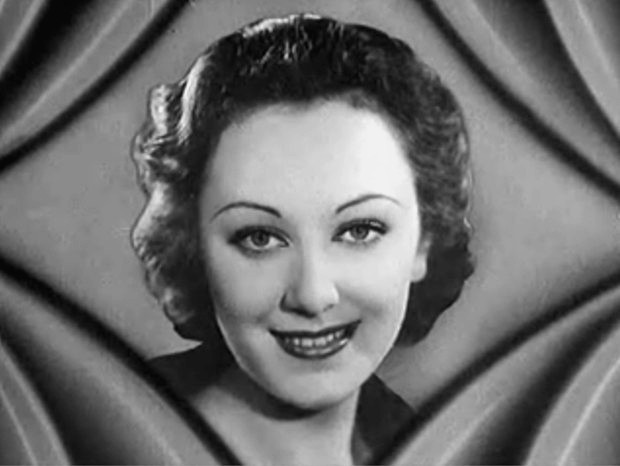
ورشَک
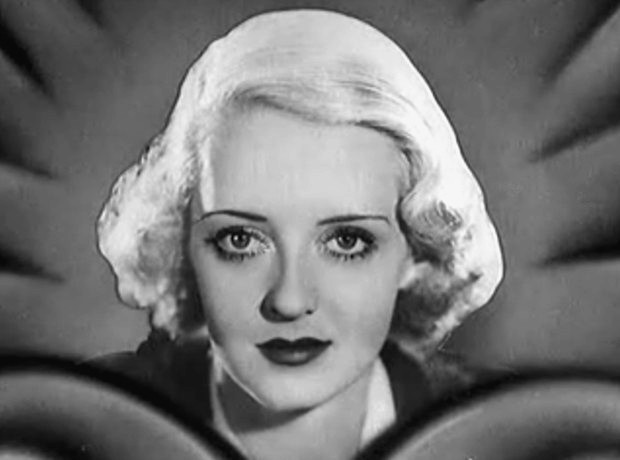
دیویس

## تولید

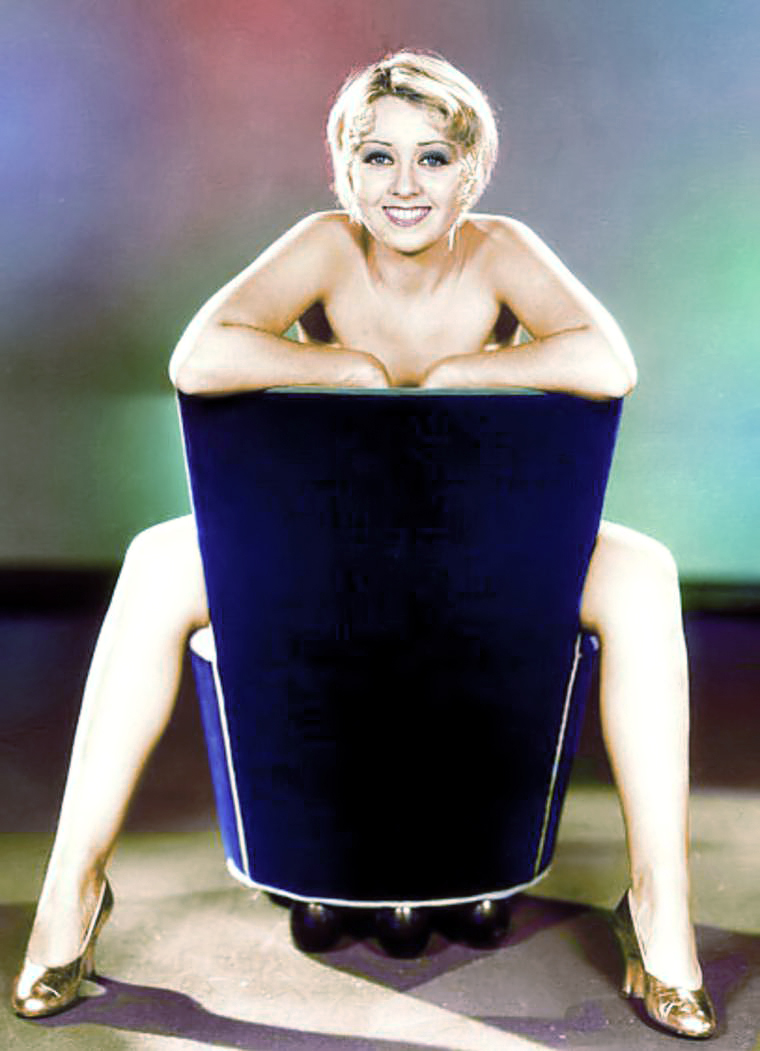
جون بلاندل در عکس تبلیغاتی فیلم که ممنوع شد.

ورشَک آخرین نفر از بازیگران اصلی بود که به فیلم پیوست.
این اولین حضور بوگارت در نقش اوباش بود، گرچه پیش از آن در نیمه‌شب (فیلم ۱۹۳۴) ظاهر شده بود و همان منجر به آن شد که لی‌روی نقش را به او بدهد.
فیلمبرداری در ژوئن ۱۹۳۲ انجام شد.
زمانی که فیلم در اکتبر ۱۹۳۲ به نمایش در آمد، گروگانگیری لیندبرگ خبر داغِ روز بود و گروگان‌گیران هنوز دستگیر نشده بودند. گروگانگیری یک کودک در داستان فیلم باعث نگرانی سانسورچی‌ها شد، ولی جیسون جوی از «کمیته‌ی روابط استودیو» موفق شد که با سانسورچی‌های نیویورک، اوهایو، پنسیلوانیا و مری‌لند به توافق برسد.

## بازخورد
فیلم در زمان خودش اکثرا با نقدی مابینِ «نه چندان مثبت » و «منفی» مواجه شد
... ولی بعد از گذشت دهه‌ها منتقدان و مورخان فیلم نظر بهتری به آن پیدا کردند و از پایان فیلم، تدوین، توانایی لی‌روی در ایجادِ ضرب‌آهنگ سریع و فشرده‌ی فیلم و همچنین بازی‌ها (به خصوص ورشک) تعریف کردند.

## اقتباس
در سال ۱۹۳۸ بازسازی این فیلم به شکل موزیکال ساخته شد.

## یادداشت
1. ↑  بازوی اجراییِ کد هیز

## واژگان
1. ↑  Broadway Musketeers